# Tabidoo
Tabidoo je česká platforma typu low-code/no-code určená pro tvorbu podnikových aplikací bez nutnosti programování. Uživatelé si pomocí předdefinovaných modulů a vizuálního rozhraní mohou navrhnout vlastní řešení pro řízení dat, procesů i projektů. Služba funguje v cloudu i jako on-premise instalace.

## Historie
Platforma byla založena v roce 2017 pod původním názvem Cork Solutions s.r.o. První testovací verze byla spuštěna v roce 2018 a finální uvedení na trh proběhlo začátkem roku 2019. Od té doby prochází kontinuálním vývojem a přibývají nové funkce. V roce 2024 došlo ke změně názvu společnosti na Tabidoo s.r.o.

## Funkce a použití
Tabidoo slouží k digitalizaci běžné podnikové agendy – například vedení CRM systémů, skladového hospodářství, řízení projektů nebo helpdesku. Platforma nabízí knihovnu šablon, přehledná datová rozhraní (tabulka, kanban, kalendář) a podporuje integrace s nástroji jako Make (dříve Integromat) či Zapier. Umožňuje automatizaci procesů přes workflow logiku, notifikace nebo napojení na API. 
Zásadní funkcionalitou je možnost provozu v režimu freemium – základní služby jsou dostupné zdarma do určitého objemu dat.